# Svatopluk Čech (hudebník)
Svatopluk Čech (* 20. června 1947 Praha) je český hudebník. Spolu s Jiřím Kornem založil v červenci 1967 skupinu Rebels. V ní hrál na baskytaru a zpíval. Je to bratr F. R. Čecha a otec syna Svatopluka, který je bubeníkem. Kromě baskytary a zpěvu také hraje na fagot.

## Skupiny v nichž hrál
- Rebels (1967–1968)
- Shut Up (1968–1972)
- Skupina Františka R. Čecha (1972–1973) [2]
- Baroque Jazz Quintet (1975–dosud)